# Алмазное (Западно-Казахстанская область)
Алмазное (каз. Алмаз) — село в Чингирлауском районе Западно-Казахстанской области Казахстана. Административный центр Алмазненского сельского округа. Находится примерно в 92 км к юго-юго-востоку (SSE) от села Чингирлау, административного центра района, на высоте 139 метров над уровнем моря. Код КАТО — 276635100.

## Население
В 1999 году численность населения села составляла 1208 человек (621 мужчина и 587 женщин). По данным переписи 2009 года, в селе проживало 832 человека (423 мужчины и 409 женщин).